# 森朝男
森 朝男（もり あさお、1940年 - ）は、日本の国文学者。博士（文学）（早稲田大学・論文博士・2003年）（学位論文「恋と禁忌の古代文芸史 日本文芸における美の起源」）。フェリス女学院大学名誉教授。専攻は上代文学、特に万葉集。

## 略歴
1964年早稲田大学文学部国文科卒業、1970年同大学院博士課程中退。相模女子大学助教授、1981年教授を経て、1990年フェリス女学院大学文学部教授。2007年定年退任、名誉教授。
2003年「恋と禁忌の古代文芸史 日本文芸における美の起源」で博士（文学）（早稲田大学）の学位を取得。
2012年『古歌に尋ねよ』で第20回ながらみ書房出版賞受賞。

## 著書
- 『古代和歌と祝祭』（有精堂出版、新鋭研究叢書） 1988
- 『古代文学と時間』（新典社、叢刊・日本の文学） 1989
- 『古代和歌の成立』（勉誠社） 1993
- 『恋と禁忌の古代文芸史 日本文芸における美の起源』（若草書房、古代文学研究叢書） 2002
- 『古歌に尋ねよ』（ながらみ書房） 2011 - 竹柏会「心の花」連載

### 共編著
- 『古代文学講座 12 (古代文学研究史)』（古橋信孝, 三浦佑之共編、勉誠社） 1998
- 『万葉集百歌』（古橋信孝共著、青灯社） 2008
- 『残したい日本語』（古橋信孝共著、青灯社） 2011

## 参考
- J-Global